# Magyar országos rekordok listája 50 méteres pillangóúszásban
Ez a lista az 50 méteres pillangóúszásban elért felnőtt magyar csúcsokat tartalmazza.

## 50 méteres medence

### Férfiak
| A férfi 50 méteres pillangóúszás magyar csúcsai (50 méteres medence) | A férfi 50 méteres pillangóúszás magyar csúcsai (50 méteres medence) | A férfi 50 méteres pillangóúszás magyar csúcsai (50 méteres medence) | A férfi 50 méteres pillangóúszás magyar csúcsai (50 méteres medence) | A férfi 50 méteres pillangóúszás magyar csúcsai (50 méteres medence) | A férfi 50 méteres pillangóúszás magyar csúcsai (50 méteres medence) | A férfi 50 méteres pillangóúszás magyar csúcsai (50 méteres medence) | A férfi 50 méteres pillangóúszás magyar csúcsai (50 méteres medence) |
| Idő                                                                  | Név                                                                  | Egyesület                                                            | Dátum                                                                | Helyszín                                                             | Esemény                                                              | Megjegyzés                                                           | Forrás                                                               |
| -------------------------------------------------------------------- | -------------------------------------------------------------------- | -------------------------------------------------------------------- | -------------------------------------------------------------------- | -------------------------------------------------------------------- | -------------------------------------------------------------------- | -------------------------------------------------------------------- | -------------------------------------------------------------------- |
| 26,55                                                                | Kálló István                                                         | BVSC                                                                 | 1984. 07. 06.                                                        | Dunaújváros, Magyarország                                            | magyar bajnokság                                                     |                                                                      | [ 1 ] [ 2 ]                                                          |
| 26,30                                                                | Kálló István                                                         | BVSC                                                                 | 1985. 07. 13.                                                        | Budapest, Magyarország                                               | magyar bajnokság                                                     |                                                                      | [ 3 ] [ 4 ]                                                          |
| 26,27                                                                | Kálló István                                                         | BVSC                                                                 | 1987. 07. 17.                                                        | Budapest, Magyarország                                               | magyar bajnokság                                                     |                                                                      | [ 5 ] [ 6 ]                                                          |
| 26,17                                                                | Darnyi Tamás                                                         | Újpesti Dózsa                                                        | 1988. 08. 19.                                                        | Budapest, Magyarország                                               | magyar bajnokság                                                     |                                                                      | [ 7 ] [ 8 ]                                                          |
| 26,07                                                                | Horváth Péter                                                        | Bp. Rendészeti SE                                                    | 1991. 08. 03.                                                        | Antwerpen, Belgium                                                   | ifjúsági Európa-bajnokság                                            | 100 m pillangó közben                                                | [ 9 ]                                                                |
| ?                                                                    |                                                                      |                                                                      |                                                                      |                                                                      |                                                                      |                                                                      |                                                                      |
| 24,75                                                                | Horváth Péter                                                        | Sport Plusz SE                                                       | 1998. 0. 0.                                                          |                                                                      |                                                                      |                                                                      |                                                                      |
| 24,53                                                                | Gáspár Zsolt                                                         | Ferencváros                                                          | 1998. 07. 26.                                                        | Fiume, Horvátország                                                  |                                                                      |                                                                      | [ 10 ]                                                               |
| 24,36                                                                | Gáspár Zsolt                                                         | Ferencváros                                                          | 2001. 07. 27.                                                        | Fukuoka, Japán                                                       | világbajnokság                                                       | a selejtezőben                                                       | [ 11 ]                                                               |
| 24,28                                                                | Gáspár Zsolt                                                         | Ferencváros                                                          | 2002. 07. 29.                                                        | Berlin, Németország                                                  | Európa-bajnokság                                                     | a selejtezőben                                                       | [ 12 ]                                                               |
| 24,12                                                                | Gáspár Zsolt                                                         | Ferencváros                                                          | 2002. 07. 29.                                                        | Berlin, Németország                                                  | Európa-bajnokság                                                     | az elődöntőben                                                       | [ 12 ]                                                               |
| 24,05                                                                | Takács Krisztián                                                     | Dunaferr-DVSI                                                        | 2008. 07. 12.                                                        | Budapest, Magyarország                                               | magyar bajnokság                                                     |                                                                      | [ 13 ] [ 14 ]                                                        |
| 23,57                                                                | Cseh László                                                          | Kőbánya SC                                                           | 2009. 06. 28.                                                        | Eger, Magyarország                                                   | magyar bajnokság                                                     |                                                                      | [ 15 ]                                                               |
| 23,50                                                                | Cseh László                                                          | Egri UK                                                              | 2015. 04. 02.                                                        | Eindhoven, Hollandia                                                 | Holland nyílt bajnokság                                              |                                                                      | [ 16 ]                                                               |
| 23,06                                                                | Cseh László                                                          | Egri UK                                                              | 2015. 08. 02.                                                        | Kazany, Oroszország                                                  | világbajnokság                                                       | a selejtezőben                                                       | [ 17 ]                                                               |
| 22,99                                                                | Szabó Szebasztián                                                    | Győri Úszó SE                                                        | 2019. 03. 28.                                                        | Debrecen, Magyarország                                               | magyar bajnokság                                                     |                                                                      | [ 18 ]                                                               |
| 22,90                                                                | Szabó Szebasztián                                                    | Győri Úszó SE                                                        | 2019. 07. 22.                                                        | Kvangdzsu, Dél-Korea                                                 | világbajnokság                                                       | ötödik hely                                                          | [ 19 ]                                                               |

### Nők
| Idő   | Név            | Egyesület       | Dátum         | Helyszín                     | Esemény                   | Megjegyzés           | Forrás        |
| ----- | -------------- | --------------- | ------------- | ---------------------------- | ------------------------- | -------------------- | ------------- |
| 29,79 | Trócsányi Sára | Bp. Spartacus   | 1984. 07. 06. | Dunaújváros, Magyarország    | magyar bajnokság          |                      | [ 2 ]         |
| 29,38 | Ormos Edit     | Vasas           | 1985. 07. 13. | Budapest, Magyarország       | magyar bajnokság          |                      | [ 4 ]         |
| 29,20 | Szalai Szilvia | Szeged SC       | 1990. 06. 29. | Budapest, Magyarország       | serdülő magyar bajnokság  |                      | [ 20 ]        |
| 28,52 | Nyíry Anna     | Csík Ferenc DSE | 1998.         |                              |                           |                      |               |
| 28,33 | Jakab Dóra     | Bp. Spartacus   | 1998. 08. 02. | Antwerpen, Belgium           | ifjúsági Európa-bajnokság | 100 m pillangó döntő | [ 21 ]        |
| 28,25 | Nyíry Anna     | Csík Ferenc DSE | 1999. 04. 11. | Budapest, Magyarország       | felkészülési verseny      |                      | [ 22 ]        |
| 28,23 | Nyíry Anna     | Csík Ferenc DSE | 1999. 05. 31. | Brugge, Belgium              |                           | a selejtezőben       | [ 23 ]        |
| 27,83 | Nyíry Anna     | Csík Ferenc DSE | 1999. 05. 31. | Brugge, Belgium              |                           | a döntőben           | [ 23 ]        |
| 27,80 | Nyíry Anna     | Sport+ SE       | 1999. 06. 21. | Budapest, Magyarország       | magyar bajnokság          | a selejtezőben       | [ 24 ]        |
| 27,68 | Nyíry Anna     | Sport+ SE       | 1999. 06. 22. | Budapest, Magyarország       | magyar bajnokság          | a döntőben           | [ 25 ]        |
| 27,59 | Nyíry Anna     | Sport+ SE       | 1999. 07. 27. | Isztambul, Törökország       | Európa-bajnokság          | ötödik hely          | [ 26 ]        |
| 27,19 | Bordás Beatrix | Dunaferr        | 2007. 07. 22. | Antwerpen, Belgium           | ifjúsági Európa-bajnokság | első hely            |               |
| 26,97 | Dara Eszter    | Kőbánya SC      | 2008. 07. 09. | Budapest, Magyarország       | magyar bajnokság          | a selejtezőben       | [ 27 ] [ 28 ] |
| 26,90 | Dara Eszter    | Kőbánya SC      | 2008. 07. 10. | Budapest, Magyarország       | magyar bajnokság          | a döntőben           | [ 29 ]        |
| 26,43 | Bordás Beatrix | Dunaferr-DVSI   | 2008. 08. 03. | Belgrád, Szerbia             | ifjúsági Európa-bajnokság | első hely            | [ 30 ]        |
| 26,15 | Molnár Flóra   | Délzalai Vízmű  | 2017. 06. 22. | Róma, Olaszország            | Sette Colli               |                      | [ 31 ]        |
| 26,14 | Bordás Beatrix | Hullám 91       | 2018. 04. 22. | Székesfehérvár, Magyarország |                           |                      | [ 32 ]        |

## 25 méteres medence

### Férfiak
| A férfi 50 méteres pillangóúszás magyar csúcsai (25 méteres medence) | A férfi 50 méteres pillangóúszás magyar csúcsai (25 méteres medence) | A férfi 50 méteres pillangóúszás magyar csúcsai (25 méteres medence) | A férfi 50 méteres pillangóúszás magyar csúcsai (25 méteres medence) | A férfi 50 méteres pillangóúszás magyar csúcsai (25 méteres medence) | A férfi 50 méteres pillangóúszás magyar csúcsai (25 méteres medence) | A férfi 50 méteres pillangóúszás magyar csúcsai (25 méteres medence) | A férfi 50 méteres pillangóúszás magyar csúcsai (25 méteres medence) |
| Idő                                                                  | Név                                                                  | Egyesület                                                            | Dátum                                                                | Helyszín                                                             | Esemény                                                              | Megjegyzés                                                           | Forrás                                                               |
| -------------------------------------------------------------------- | -------------------------------------------------------------------- | -------------------------------------------------------------------- | -------------------------------------------------------------------- | -------------------------------------------------------------------- | -------------------------------------------------------------------- | -------------------------------------------------------------------- | -------------------------------------------------------------------- |
| 24,97                                                                | Horváth Péter                                                        | Sport+ SE                                                            | 1998. 11. ??                                                         | Viareggio, Olaszország                                               |                                                                      |                                                                      | [ 33 ]                                                               |
| 24,11                                                                | Gáspár Zsolt                                                         | Ferencváros                                                          | 2001. 12. 16.                                                        | Antwerpen, Belgium                                                   | rövid pályás Európa-bajnokság                                        | a selejtezőben                                                       | [ 34 ]                                                               |
| 23,96                                                                | Gáspár Zsolt                                                         | Ferencváros                                                          | 2001. 12. 16.                                                        | Antwerpen, Belgium                                                   | rövid pályás Európa-bajnokság                                        | az elődöntőben                                                       | [ 34 ]                                                               |
| 23,89                                                                | Takács Krisztián                                                     | Dunaferr                                                             | 2008. 12. 14.                                                        | Fiume, Horvátország                                                  | rövid pályás Európa-bajnokság                                        | a selejtezőben                                                       | [ 35 ]                                                               |
| 23,29                                                                | Cseh László                                                          | Kőbánya SC                                                           | 2009. 11. 14.                                                        | Százhalombatta, Magyarország                                         | rövid pályás ob                                                      |                                                                      | [ 36 ]                                                               |
| 23,26                                                                | Cseh László                                                          | Egri UK                                                              | 2015. 11. 13.                                                        | Százhalombatta, Magyarország                                         | rövid pályás ob                                                      |                                                                      | [ 37 ]                                                               |
| 23,08                                                                | Cseh László                                                          | Egri UK                                                              | 2015. 12. 05.                                                        | Budapest, Izrael                                                     | Európa-bajnokság                                                     | a selejtezőben                                                       | [ 38 ]                                                               |
| 22,88                                                                | Cseh László                                                          | Egri UK                                                              | 2017. 12. 16.                                                        | Budapest, Dánia                                                      | Európa-bajnokság                                                     | az elődöntőben                                                       | [ 39 ]                                                               |
| 22,20                                                                | Szabó Szebasztián                                                    | Győri Úszó SE                                                        | 2019. 10. 27.                                                        | Budapest, Magyarország                                               | Internationnal Swimming League                                       |                                                                      | [ 40 ]                                                               |
| 22,13                                                                | Szabó Szebasztián                                                    | Győri Úszó SE                                                        | 2019. 11. 24.                                                        | London, Egyesült Királyság                                           | Internationnal Swimming League                                       |                                                                      | [ 41 ]                                                               |
| 22,00                                                                | Szabó Szebasztián                                                    | Győri Úszó SE                                                        | 2020. 12. 18.                                                        | Budapest, Magyarország                                               | Internationnal Swimming League                                       |                                                                      | [ 42 ]                                                               |
| 21,96                                                                | Szabó Szebasztián                                                    | Győri Úszó SE                                                        | 2020. 12. 25.                                                        | Budapest, Magyarország                                               | Internationnal Swimming League                                       |                                                                      | [ 43 ]                                                               |
| 21,86                                                                | Szabó Szebasztián                                                    | Győri Úszó SE                                                        | 2020. 11. 02.                                                        | Budapest, Magyarország                                               | Internationnal Swimming League                                       |                                                                      | [ 44 ]                                                               |
| 21,75                                                                | Szabó Szebasztián                                                    | Győri Úszó SE                                                        | 2021. 11. 06.                                                        | Kazany, Oroszország                                                  | rövid pályás Eb                                                      | világcsúcs                                                           | [ 45 ]                                                               |

### Nők
| A női 50 méteres pillangóúszás magyar csúcsai (25 méteres medence) | A női 50 méteres pillangóúszás magyar csúcsai (25 méteres medence) | A női 50 méteres pillangóúszás magyar csúcsai (25 méteres medence) | A női 50 méteres pillangóúszás magyar csúcsai (25 méteres medence) | A női 50 méteres pillangóúszás magyar csúcsai (25 méteres medence) | A női 50 méteres pillangóúszás magyar csúcsai (25 méteres medence) | A női 50 méteres pillangóúszás magyar csúcsai (25 méteres medence) | A női 50 méteres pillangóúszás magyar csúcsai (25 méteres medence) |
| Idő                                                                | Név                                                                | Egyesület                                                          | Dátum                                                              | Helyszín                                                           | Esemény                                                            | Megjegyzés                                                         | Forrás                                                             |
| ------------------------------------------------------------------ | ------------------------------------------------------------------ | ------------------------------------------------------------------ | ------------------------------------------------------------------ | ------------------------------------------------------------------ | ------------------------------------------------------------------ | ------------------------------------------------------------------ | ------------------------------------------------------------------ |
| 27,40                                                              | Boulsevicz Beatrix                                                 | BVSC                                                               | 2005. 12. 10.                                                      | Trieszt, Olaszország                                               | Európa-bajnokság                                                   | 100 m pillangó elődöntő szétúszás                                  |                                                                    |
| 27,34                                                              | Bordás Beatrix                                                     | Dunaferr                                                           | 2007. 12. 14.                                                      | Debrecen, Magyarország                                             | Európa-bajnokság                                                   | a selejtezőben                                                     | [ 46 ]                                                             |
| 27,00                                                              | Bordás Beatrix                                                     | Dunaferr                                                           | 2007. 12. 14.                                                      | Debrecen, Magyarország                                             | Európa-bajnokság                                                   | az elődöntőben                                                     | [ 46 ]                                                             |
| 26,83                                                              | Dara Eszter                                                        | Kőbánya SC                                                         | 2008. 11. 16.                                                      | Százhalombatta, Magyarország                                       | rövid pályás ob                                                    |                                                                    | [ 47 ]                                                             |
| 26,66                                                              | Dara Eszter                                                        | Kőbánya SC                                                         | 2008. 12. 12.                                                      | Fiume, Horvátország                                                | Európa-bajnokság                                                   | a selejtezőben                                                     | [ 48 ]                                                             |
| 26,54                                                              | Dara Eszter                                                        | Kőbánya SC                                                         | 2008. 12. 13.                                                      | Fiume, Horvátország                                                | Európa-bajnokság                                                   | 100 m pillangó elődöntő                                            | [ 49 ]                                                             |
| 26,47                                                              | Dara Eszter                                                        | Kőbánya SC                                                         | 2008. 12. 14.                                                      | Fiume, Horvátország                                                | Európa-bajnokság                                                   | 100 m pillangó döntő                                               | [ 49 ]                                                             |
| 26,22                                                              | Dara Eszter                                                        | Kőbánya SC                                                         | 2009. 12. 11.                                                      | Isztambul, Törökország                                             | Európa-bajnokság                                                   | a selejtezőben                                                     |                                                                    |
| 26,19                                                              | Dara Eszter                                                        | Kőbánya SC                                                         | 2009. 12. 11.                                                      | Isztambul, Törökország                                             | Európa-bajnokság                                                   | az elődöntőben                                                     | [ 50 ]                                                             |
| 26,17                                                              | Hosszú Katinka                                                     | Vasas                                                              | 2013. 11. 06.                                                      | Szingapúr                                                          | rövid pályás világkupa                                             | a selejtezőben                                                     | [ 51 ]                                                             |
| 26,14                                                              | Hosszú Katinka                                                     | Vasas                                                              | 2014. 09. 01.                                                      | Dubaj, Egyesült Arab Emírségek                                     | rövid pályás világkupa                                             |                                                                    | [ 52 ]                                                             |
| 26,06                                                              | Hosszú Katinka                                                     | Vasas                                                              | 2014. 09. 30.                                                      | Hongkong, Kína                                                     | rövid pályás világkupa                                             | a selejtezőben                                                     | [ 53 ]                                                             |
| 25,92                                                              | Hosszú Katinka                                                     | Vasas                                                              | 2014. 09. 30.                                                      | Hongkong, Kína                                                     | rövid pályás világkupa                                             | a döntőben                                                         | [ 53 ]                                                             |
| 25,64                                                              | Hosszú Katinka                                                     | Vasas                                                              | 2014. 12. 30.                                                      | Réunion, Franciaország                                             | Meeting de l'Océan Indien                                          |                                                                    | [ 54 ]                                                             |